# 1226 dans les croisades

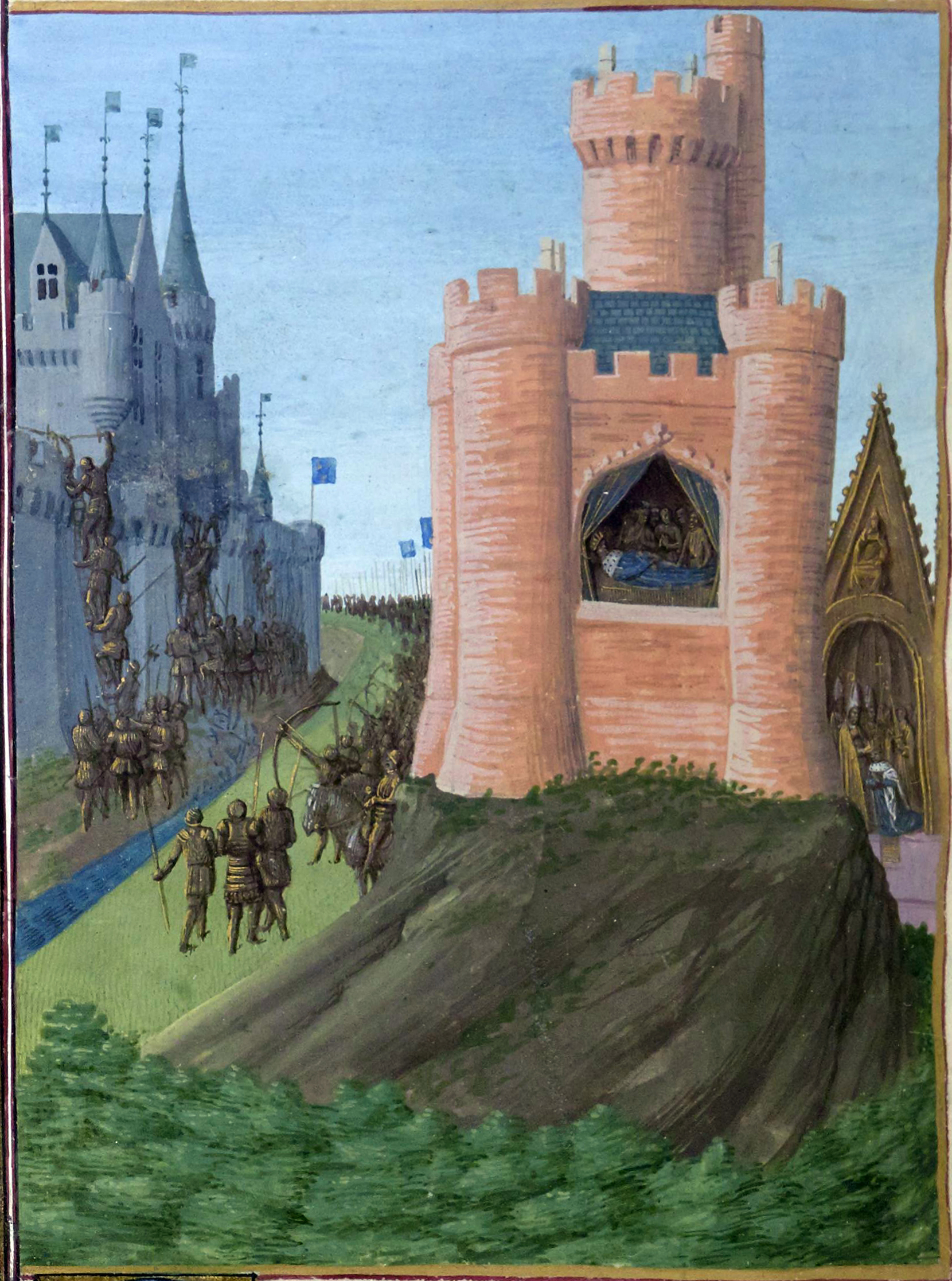
Siège d'Avignon, puis mort de Louis VIII

Cette page regroupe les évènements concernant les Croisades qui sont survenus en 1226 :
- 28 janvier : fin du concile de Bourges. Raymond VII, n'ayant pas satisfait aux conditions posées par le pape, est excommunié[1].
- 30 janvier : Louis VIII, roi de France, se croise contre les Albigeois[1].
- Mort de Philippe d'Antioche, roi d'Arménie[2].
- 14 mai : Héthoum Ier épouse Isabelle d'Arménie et devient roi d'Arménie[2].
- 6 juin : Les croisés du roi Louis VIII de France arrivent devant Avignon, qui refuse de leur ouvrir les portes[1].
- 10 juin : Début du siège d'Avignon par les croisés du roi Louis VIII de France[1].
- 9 septembre : Prise d'Avignon par les croisés du roi Louis VIII de France[3].
- 8 novembre : Mort du roi Louis VIII de France au cours de la croisade des Albigeois[3].